# تشارلي ويلكينسون (موسيقي)
تشارلي ويلكينسون (بالإنجليزية: Charley Wilkinson)‏ هو موسيقي أمريكي، ولد في 4 أكتوبر 1955.